# Onthophagus tumami
Onthophagus tumami är en skalbaggsart som beskrevs av Masumoto, Teruo Ochi och Hanboonsong 2002. Onthophagus tumami ingår i släktet Onthophagus och familjen bladhorningar. Inga underarter finns listade i Catalogue of Life.